# Beskid Orawsko-Podhalański

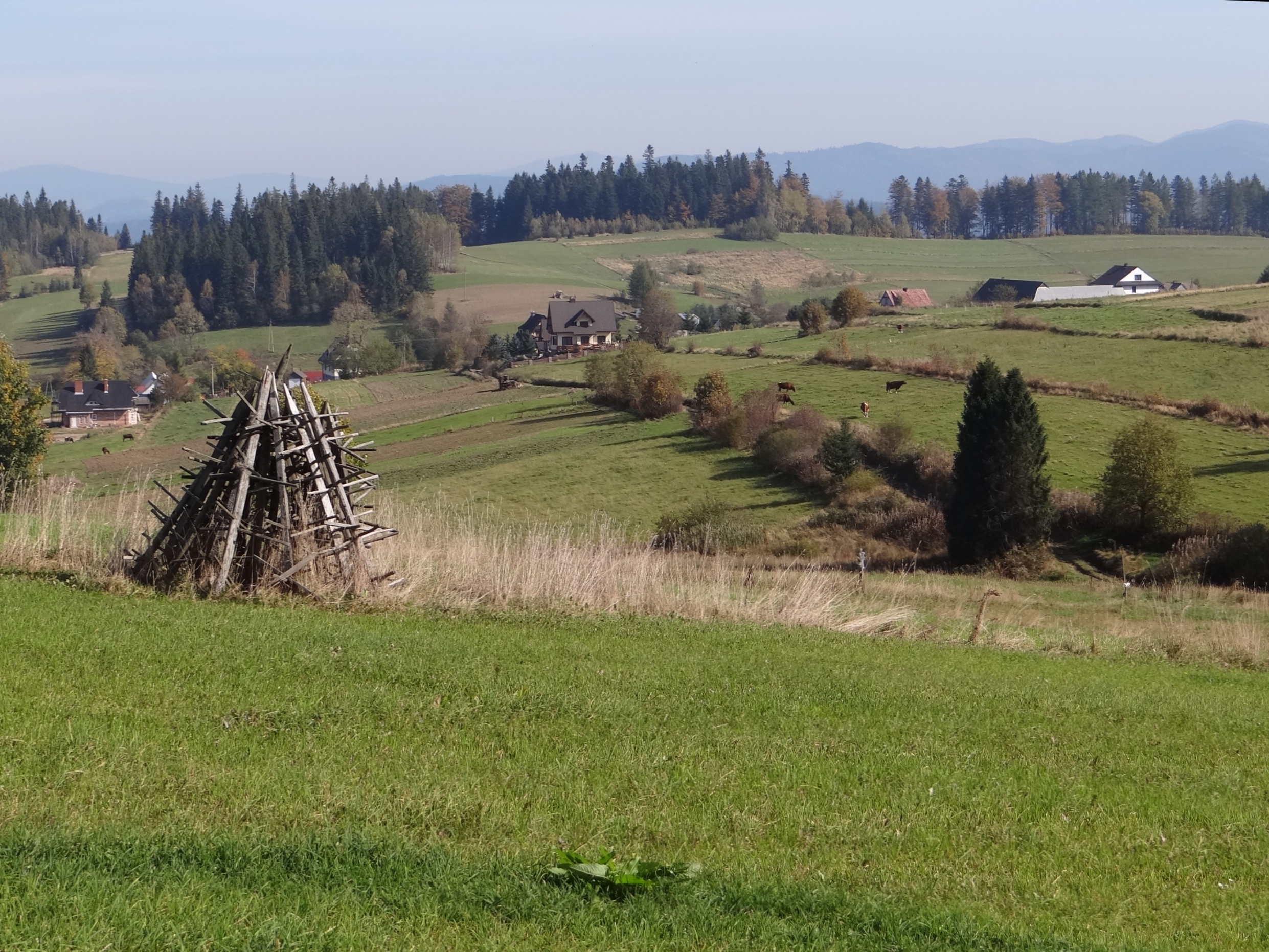
Krajobraz rolniczy wsi Harkabuz

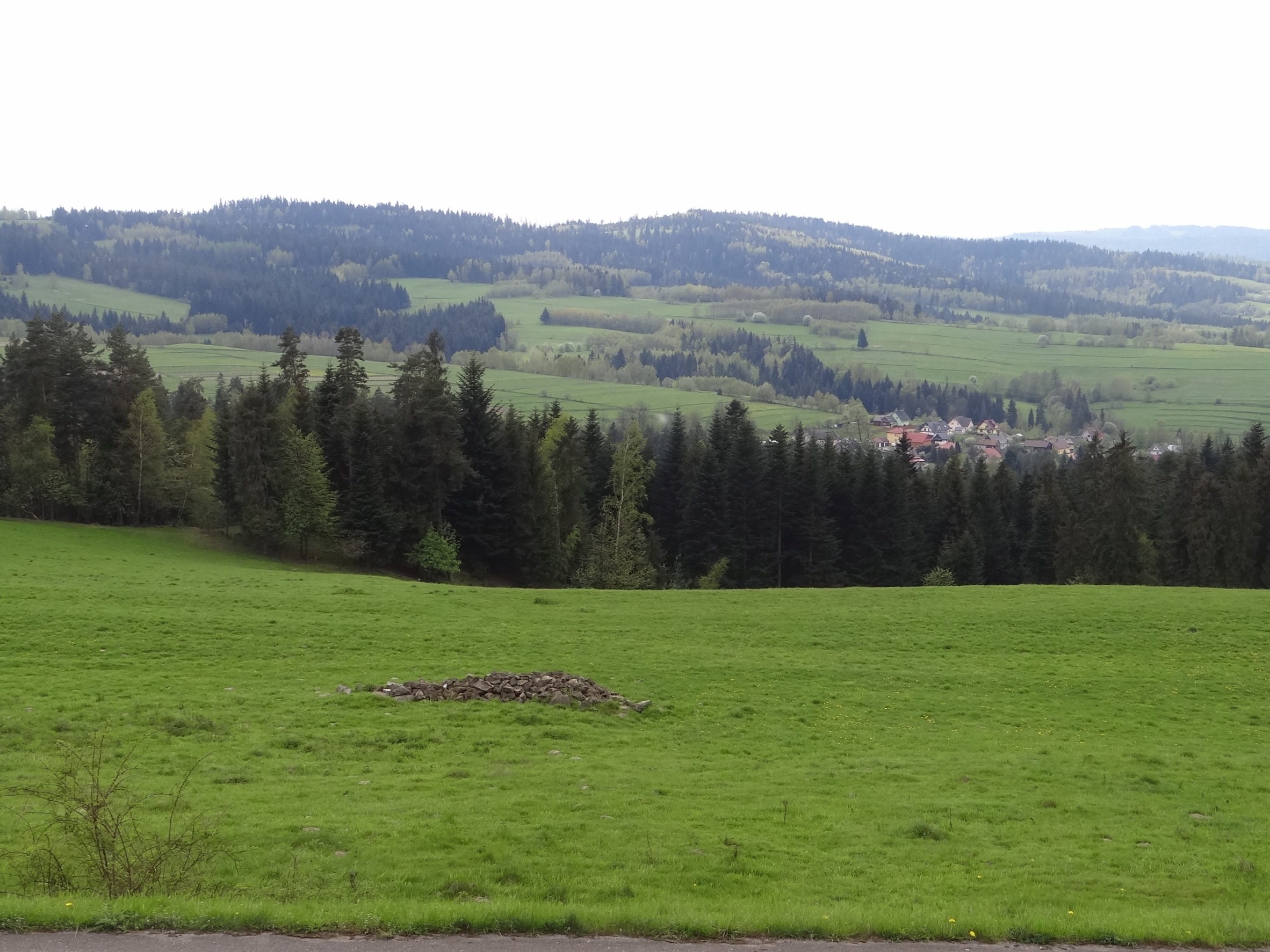
Masyw Janiłówki widziany z okolic Kułakowego Wierchu

Beskid Orawsko-Podhalański – pasmo górskie o krajobrazie gór niskich w Beskidach Zachodnich, stanowiące łącznik pomiędzy Pasmem Policy w Beskidzie Żywiecko-Orawskim na zachodzie, a Gorcami na wschodzie. Według wieloautorskiej regionalizacji fizycznogeograficznej Polski z 2018 roku pasmo znajduje się w mezoregionie Pogórza Orawsko-Jordanowskiego. W starszym podziale fizycznogeograficznym autorstwa Jerzego Kondrackiego pasmo należało do rozległego mezoregionu Beskidu Żywieckiego, jako jego mikroregion. Najwyższym wzniesieniem jest Kiełek (961 m). W literaturze turystyczno-krajoznawczej pasmo bywa nazywane Pasmem Podhalańskim lub Pasmem Żeleźnicy i jest traktowane jako część Beskidu Żywieckiego.

## Topografia
Północna granica Beskidu Orawsko-Podhalańskiego biegnie od Przełęczy Zubrzyckiej (styk z Pasmem Policy) doliną Ciśniawy, potem Bystrzanką aż do jej ujścia do Skawy. Na wschodzie granicę wytyczają podnóża wzniesień opadających ku Kotlinie Rabczańskiej oraz górny bieg Raby, Przełęcz Sieniawska (styk z Gorcami) i potok Charczynka. Od południa wzniesienia pasma opadają do Kotliny Orawsko-Nowotarskiej, a granicę zachodnią z Działami Orawskimi znaczy dolina Zubrzycy. Odległość między przełęczami Zubrzycką i Sieniawską wynosi w linii prostej 22,5 km, zaś szerokość pasma w prostopadłym kierunku to ok. 12 km.
Główny grzbiet pasma przechodzi przez następujące punkty: Przełęcz Zubrzycka (876 m), Kieczura (925 m), Przełęcz Spytkowicka (707 m), Łysa Góra (808 m), Żeleźnica (912 m), Przełęcz Pieniążkowicka (720 m), Janiłówka (817 m), Przełęcz Sieniawska (719 m). Grzbiet ten na odcinku Przełęcz Zubrzycka–Żeleźnica stanowi wododział bałtycko-czarnomorski, który pod Żeleźnicą skręca ku Kotlinie Orawsko-Nowotarskiej. Południowy skłon pasma jest odwadniany przez Czarną Orawę (zlewisko Morza Czarnego) i Dunajec (zlewisko Morza Bałtyckiego), północny skłon odwadniają Raba i Skawa (zlewisko Bałtyku).
Najwyższe kulminacje, w tym Kiełek (961 m), wznoszą się w bocznych odnogach głównego grzbietu. Są to: Bukowiński Wierch (940 m), Wielki Dział (935 m), Pająków Wierch (934 m). Grzbiet z Kiełkiem bywa w niektórych publikacjach zaliczany do Pasma Policy, natomiast Bukowiński Wierch, Wielki Dział i Pająków Wierch – do Działów Orawskich.

## Środowisko przyrodnicze
Pasmo charakteryzuje się falistym, wyrównanym i dość monotonnym przebiegiem, stosunkowo najbardziej wyróżnia się stożkowata Żeleźnica. Stoki przedstawiają zazwyczaj łagodnie nachylone, podłużne działy międzydolinne, z tu i ówdzie bardziej wyodrębniającymi się pagórkami. Niższy poziom bazy erozyjnej po północnej stronie pasma powoduje, iż tamtejszy skłon jest rozcinany głębiej przez potoki niż skłon południowy, gdzie występują bardziej płytkie formy dolinne.
Z uwagi na niskie wzniesienia i niewielkie deniwelacje obszar ten od wieków tworzył bramę komunikacyjną łączącą rdzeń Małopolski z Podhalem i Orawą. Szata roślinna została silnie przekształcona przez człowieka, lasy ostały się tylko płatami, przeważają tereny rolnicze. Osadnictwo rozwinięte jest nie tylko w dolinach, ale i na stokach i grzbietach, np. osada Danielki znajduje się na wysokości 850 m. Obecnie coraz częściej zaprzestaje się uprawy wyżej położonych pól, użytkuje się je jako łąki lub pastwiska, czasami są zalesiane lub pozostawione samie sobie samorzutnie zarastają lasem. Jest tylko jeden obszar chroniony – rezerwat przyrody Bembeńskie.

## Zabytki i turystyka
W Sieniawie, Spytkowicach i Orawce znajdują się zabytkowe kościoły drewniane, a w Wysokiej stoi XVI-wieczny, murowany dwór obronny. Atrakcją Zubrzycy Górnej jest utworzony tutaj skansen z zespołami tradycyjnej architektury regionalnej – Orawski Park Etnograficzny.
Uprawianie turystyki ułatwiają gospodarstwa agroturystyczne, schronisk turystycznych brak, choć w Podwilku funkcjonuje baza namiotowa „Madejowe Łoże”. W obrębie pasma wytyczono kilka szlaków turystyki pieszej, z których najważniejsze trzy krzyżują się na płytkiej przełęczy pod szczytem Żeleźnicy:
- Przełęcz Zubrzycka – Kieczura – Przełęcz Spytkowicka – Pod Żeleźnicą – Przełęcz Pieniążkowicka – Janiłówka – Przełęcz Sieniawska
- Zubrzyca Górna – Orawka – Pająków Wierch – Podszkle – Pod Żeleźnicą
- Ludźmierz – Pieniążkowice – Pod Żeleźnicą